# Stephan Ladislaus Endlicher
Stephan Ladislaus Endlicher (24 de junio de 1804, Presburgo, Reino de Hungría – 28 de marzo de 1849, Viena, Imperio austríaco) fue un botánico, numismático, político, y sinólogo. Fue director del Jardín Botánico de Viena.

## Biografía
Estudió teología y recibió las órdenes menores. En 1828 trabajó en la Biblioteca Nacional de Austria para reorganizar su colección de manuscritos. Concurrentemente estudió Historia Natural, en particular botánica, y lenguas del Este Asiático, escribiendo fundamentos de la gramática china.
En 1840 fue profesor y director del Jardín Botánico de la Universidad de Viena. Escribió una descripción comprensiva del Reino Vegetal, de acuerdo al sistema natural, para esa época una excelente descripción. Como lo propuso Endlicher, contiene imágenes en el texto. Fue publicado junto con la reimpresión de "Fundamentos de Botánica" ("Grundzüge der Botanik") de Franz Unger.
Fue pilar fundamental en establecer la Academia Imperial de Ciencias (Akademie der Wissenschaften), pero se decepcionó en sus expectativas al ser nombrado presidente el Barón Joseph Hammer von Purgstall, y renunció en una pelea.
Conocido liberal, fue mediador durante la revolución de 1848, pero fue forzado a irse de Viena por un tiempo. En 1848 fue miembro del Parlamento de Frankfurt, y asambleísta en Kroměříž.
Conformó el periódico botánico Annalen des Wiener Museums der Naturgeschichte (1835 y sigue).
Describió muchas nuevos géneros de plantas, quizás su más notable disquisición fue el género Sequoia.

## Honores

### Epónimos
El género Endlicheria Nees de la familia de las Lauraceae fue nombrado en su honor.

## Trabajos importantes
- Genera Plantarum Secundum Ordines Naturales Disposita (1836-50)
- Synopsis Coniferarum (1847)
- Flora Brasiliensis
- Enumeratio plantarum quas in Novae Hollandiae ora austro-occidentali ad fluvium Cygnorum et in sinu Regis Georgii collegit Carolus Liber Baro de Hügel
- Prodromus florae norfolkicae. 1833
- Atakta botanica. Nova genera et species plantarum .... 1833–1835
- Nova genera ac species plantarum quas in regno chilensi, peruviano et in terra amazonica ... (zusammen mit Eduard Friedrich Poeppig). 1835–1845
- Bemerkungen über die Flora der Südseeinseln. In: Ann. Mus. Wien 1, S. 129-190, 1836
- Iconographia generum plantarum. 1837–1841
- Grundzüge einer neuen Theorie der Pflanzenzeugung. 1838.
- Enchiridion botanicum .... 1841
- Die Medicinal-Pflanzen der österreichischen Pharmakopöe : ein Handbuch für Ärzte und Apotheker / von Stephan Endlicher. - Wien : Gerold, 1842. en línea en Univ.- und Landesbibliothek Düsseldorf (enlace roto disponible en Internet Archive; véase el historial, la primera versión y la última).
- Grundzüge der Botanik. Wien 1843 (junto con Unger)
- Anfangsgründe der Chinesischen Grammatik. Wien 1845
- Rerum Hungaricarum monumenta Arpadiana. 1849
- Die Gesetze des heiligen Stefan. 1849

- La abreviatura «Endl.» se emplea para indicar a Stephan Ladislaus Endlicher como autoridad en la descripción y clasificación científica de los vegetales.[2]